# История почты и почтовых марок Экваториальной Гвинеи
История почты и почтовых марок Экваториальной Гвинеи описывает развитие почтовой связи в Экваториальной Гвинее, государстве в Центральной Африке, граничащем с Камеруном и Габоном и омываемом Гвинейским заливом, со столицей в Малабо на острове Биоко, ранее известном как Испанская Гвинея.
Экваториальная Гвинея входит в число стран — участниц Всемирного почтового союза (ВПС; с 1970), а её нынешним национальным почтовым оператором является «?» (фр. ).

## Выпуски почтовых марок

### Испанские колонии

#### Фернандо-По

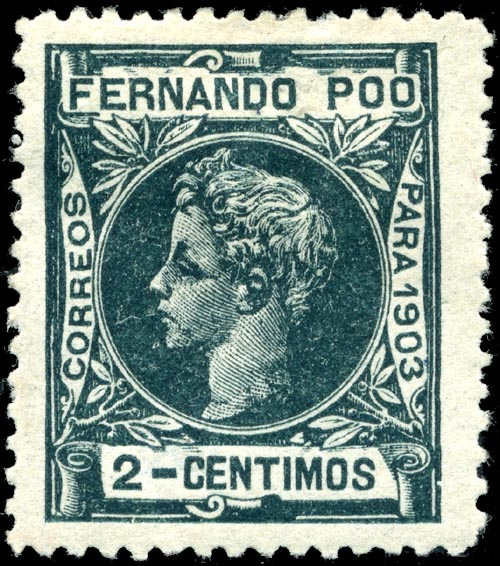
Почтовая марка Фернандо-По, 1903 г.

Марки острова Фернандо-По были впервые выпущены в 1868 году испанскими колониальными властями в столице Санта-Исабель.

#### Рио-Муни

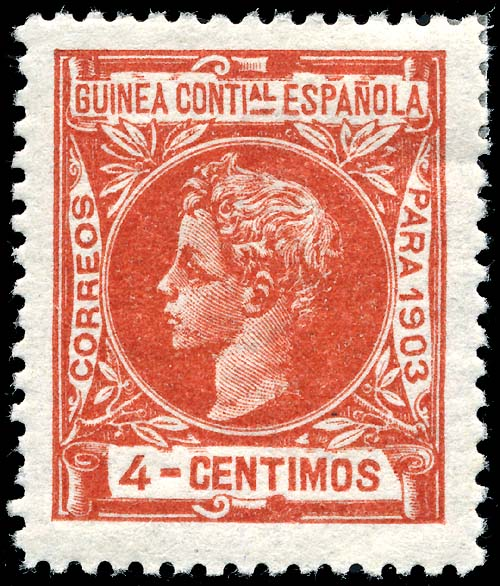
Почтовая марка Испанской Континентальной Гвинеи, 1903 г.

Почтовые марки с надписью исп. «Guinea Continental Española» («Испанская Континентальная Гвинея») выпускались для континентального анклава Рио-Муни с 1902 года по 1909 год.

#### Элобей, Аннобон и Кориско

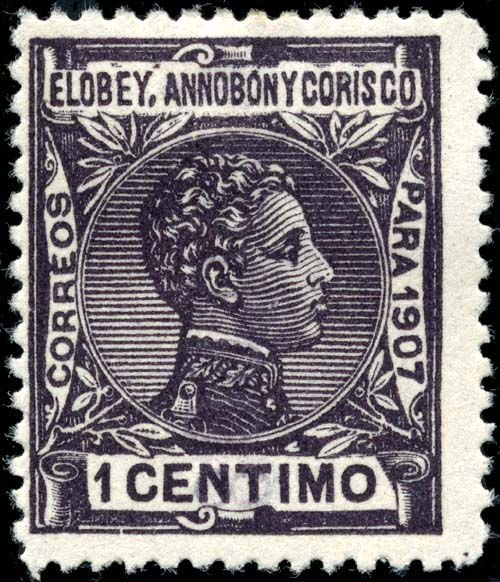
Почтовая марка Элобея, Аннобона и Кориско, 1907 г.

Колония, состоящая из островов Большой Элобей, Малый Элобей, Аннобон и Кориско в Гвинейском заливе, выпускала собственные почтовые марки в период с 1903 года по 1910 год.

### Испанская Гвинея

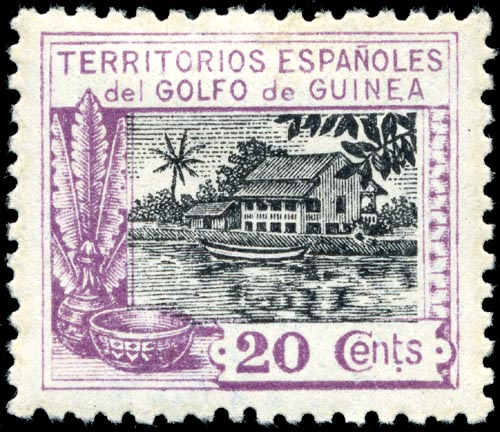
Почтовая марка Испанской Гвинеи, 1924 г.

Почтовые марки с надписью исп. «Territorios Españoles del Golfo de Guinea» («Испанские территории Гвинейского залива»), а затем «Guinea Española» («Испанская Гвинея») выпускались с 1909 года по 1959 год для испанских территорий в регионе Гвинеи, заменив марки отдельных колоний.

### Испанские провинции
С 30 июля 1959 года по 11 октября 1968 года Фернандо-По и Рио-Муни считались заморскими провинциями Испании, пока они не объединились в Экваториальную Гвинею 12 октября 1968 года.
В Фернандо-По и Рио-Муни первоначально использовались почтовые марки Испанской Гвинеи до 1960 года, когда испанское правительство постановило использовать отдельные выпуски для Рио-Муни и Фернандо-По.

#### Фернандо-По
Первая стандартная серия для Фернандо-По в качестве провинции была выпущена 25 февраля 1960 года.

#### Рио-Муни
Первые марки Рио-Муни были выпущены 27 апреля 1960 года. Первая стандартная серия состояла из марок девяти номиналов от 25 сентимо до 10 песет, все они были одинакового рисунка с изображением миссионера и местного мальчика за чтением и с надписью «Río Muni» («Рио-Муни»).
В выпусках с 1961 года добавилась надпись «España» («Испания»). Как правило, выходили два-три выпуска в год, от двух до четырёх марок в каждом и обычно с изображением местной флоры и фауны. Ещё одна стандартная серия появилась в 1964 году, также из марок девяти номиналов. Последним выпуском Рио-Муни стала серия из трёх марок с изображением знаков зодиака, выпущенная 25 апреля 1968 года.

### Независимость
Экваториальная Гвинея стала независимой республикой 12 октября 1968 года, и в этот день были выпущены её первые почтовые марки в этом качестве.
В течение некоторого времени после обретения независимости выпускалось много красочных тематических марок, предназначенных скорее для привлечения интереса со стороны зарубежных филателистов, чем для обращения на территории страны.
С 1979 года все почтовые марки Экваториальной Гвинеи разрабатываются и печатаются испанской компанией FNMT, с тех пор принята очень умеренная и достойная эмиссионная политика.